# Bulbul à cou tacheté
Pycnonotus tympanistrigus
Espèce
Statut de conservation UICN

 LC  : Préoccupation mineure
Le Bulbul à cou tacheté (Pycnonotus tympanistrigus) est une espèce de passereau de la famille des Pycnonotidae.

## Répartition
Il est endémique à l'île de Sumatra en Indonésie.

## Habitat
Son habitat naturel est les forêts des plaines et montagnes humides subtropicales ou tropicales.
Il est menacé par la perte de son habitat.